# Адвентисты седьмого дня реформационного движения
Адвентисты Седьмого Дня Реформационного Движения («адвентисты-реформаторы») — направление в адвентизме, связанное по происхождению с официальной международной церковью АСД. Состоит из ряда религиозных групп — общин и церквей, вышедших по тем или иным причинам из АСД. Самые многочисленные из них — «АСД реформационного движения», «Международное миссионерское общество АСД реформационного движения», и «Церковь верных и свободных адвентистов седьмого дня», называющая себя с 1991 года - ВВЦ ВС АСД РД, или Всемирная Всесоюзная церковь Адвентистов Седьмого Дня Реформационного Движения.

## История
Движение адвентистов-реформаторов возникло в годы Первой мировой войны в Германии в результате нарушения руководством и членами АСД Закона Божьего. В отличие от большинства адвентистов седьмого дня, выступивших вопреки Закону Божьему за службу в вооруженных силах своих государств, адвентисты-реформаторы, ссылаясь на Закон Божий, Библию, историческую позицию церкви АСД по этому вопросу — на позицию Е. Уайт и пионеров-адвентистов, категорически возражали против участия в военных действиях. Они заявили, что верующие должны соблюдать лишь те законы, которые не противоречат Закону Божьему (10 заповедям) и сочли иную позицию прямым нарушением VI и IV заповедей Десятисловия («Не убей», «Помни день субботний»). Разногласия, в конечном итоге, привели к разделению и образованию реформационного движения. В результате, по официальным данным самой церкви АСД, по меньшей мере 2 % адвентистов седьмого дня были исключены из списков церкви.
После окончания войны руководители адвентистов седьмого дня предприняли попытку примириться с отделившимися группами. На встрече с диссидентами во Фриденсау (Германия) руководители церкви пошли вопреки закону Божьему на уступки и отпустив все на откуп совести, заявив, что возможность участия или неучастия в вооруженных формированиях и военных конфликтах должно зависеть от личного мнения каждого человека. Несмотря на это, раскол ликвидировать не удалось. В 1925 году на съезде в Готе (Германия) адвентисты-реформаторы создали высоко централизованную церковную организацию во главе со своей Генеральной конференцией.
Когда война закончилась и в 1918 году был подписан мирный договор, то исключенные из церкви предприняли особые усилия, чтобы урегулировать свое отношение с церковью, но это не принесло никакой пользы. Не было никакой возможности для примирения. Тогда Генеральная Конференция Адвентистов Седьмого Дня, находящаяся в Вашингтоне, послала в Европу 4 членов Комитета Генеральной Конференции. Ими были пасторы А. Г. Даниельс, президент Генеральной Конференции, Л. Х. Крисчен, Ф. М. Уилкокс и М. E. Keрн. Они были посланы в Европу в 1920 году и имели переговоры с братьями, которые были исключены из церкви. Эти переговоры проводились с 21 по 23 июля 1920 года в миссионерской школе Адвентистов Седьмого Дня во Фриденсау, Германия. Ход этого собрания и все, что было сказано во время этой встречи, было записано стенографисткой и позже опубликовано под названием «Протокол». В этом документе исключенные братья назывались «Оппозиционным движением». Они были известны также как «2 процента». Их было немного по количеству. Но они имели нечто лучшее - они сохраняли учения Адвентистов Седьмого Дня. Они не намеревались отделяться, не вводили никакого нового учения, но придерживались следующего принципа:
Кто произвел первое разделение среди АСД?
1. В Германии: Штурм, Гермс, Фриц, Корстник,Иокше, Нерцен, Таберг, Бах, Тишлер, Шпанкнобель, Отто Вельп, Крамер, Беретский, и Фрейнеергер;
2. В Румынии: Никулич, Ваца, Салагеру, Гица, Мак, Урссан, Михай, Стрежа, Александр Далалеу;
3. В России: Нетевич, Янцен, Манжура, Унрау, Оствальд, Франк и Репутин

### В СССР[2]
В СССР общины  адвентистов седьмого дня существовали с дореволюционных времён (1890). С установлением Советской власти в октябре 1917 года и с изданием уже в январе 1918 г. демократического декрета СНК «Об отделении Церкви от государства и школы от Церкви» все религиозные организации получили свободу и равноправие. Несмотря на это, Церковь АСД все-же придерживалась нового курса по отношению к воинской службе. Это подтвердилось на 5-м Всесоюзном Съезде Адвентистов седьмого дня, состоявшемся 16 - 23 августа 1924 г. в городе Москве, в 3-м доме Советов. На 4-й день съезда обсуждался вопрос об отношении к Советской власти и службе в армии: «Съезд постановил послать на имя ЦИК СССР "Декларацию", детальную выработку которой поручил комиссии для резолюций».
Декларация была выработана. В ней в частности говорилось: «Вероучение Адвентистов седьмого дня чутко относится к свободе совести своих членов, поэтому не считает за собою права предписывать им поступать так или иначе по сему вопросу, и каждый член, руководствуясь своими убеждениями, лично сам отвечает за свое отношение к военной службе, и съезд не препятствует таким членам нести строевую службу, когда их совесть им это позволяет. Принятую же на себя обязанность по службе члены должны считать за свой гражданский долг и исполнять его честно и добросовестно». - Из истории церкви. - С.75, 76.
«Вспоминая теперь об этом решении, мы должны признать, что оно в общем отражало позицию Всемирной Церкви по проблеме воинской службы». - ПГС. 18-19 мая 1995 г.
Связавшись с уже существовавшей в то время Генеральной Конференцией Адвентистов Седьмого Дня Реформационного Движения и получив одобрение, в 1926 году исключенные организовались в Российское миссионерское поле, о чем в протоколе конференции записано следующее:
«На частых наших собраниях и заседаниях комитета, с Божьей помощью, мы успешно могли разработать некоторые планы для прогресса дела Божьего в нашей стране. Таким образом, были уполномочены для работы следующие братья: Оствальд Г., Унрау Г., Дежинер О. (библейский работник), Томанско Г. (помощник библейского работника), Региер О. (кассир)». Эти братья были первыми работниками организованного в России Реформационного Движения АСД.
Под давлением советских органов власти руководство Церкви АСД провело резолюцию, допускавшую несение адвентистами военной службы с оружием в руках, если это не противоречит их совести и убеждениям. 6-й Съезд, прошедший в 1928 году, обязал адвентистов нести «государственную и военную службу во всех её видах на общих для всех граждан основаниях», даже не оставляя верующим свободы выбора. Некоторые члены церкви посчитали это нарушением библейской заповеди, запрещающей убийство. Их лидером стал Генрих Оствальд, который за непримиримую позицию против несения военной службы еще в 1925 году был исключен из церкви АСД. Однако проповедник в 1926 году установил связи с Генеральной Конференцией Реформационного движения адвентистов седьмого дня в Германии, которое возникло в годы Первой мировой войны в качестве протеста против призыва верующих на фронт. С согласия руководства организации Г. А. Оствальд создал и возглавил её отделение — Российское поле адвентистов седьмого дня реформационного движения. Он проповедовал отказ от сотрудничества с советской властью и несения военной службы. За свои убеждения Г. А. Оствальд в 1931 году был приговорен к 5 годам лишения свободы, но сразу после освобождения в 1936 году создал Всероссийскую унию адвентистов-реформаторов, но она не была официально зарегистрирована, так как в советское время это было невозможно. В 1937 году он был арестован вторично и погиб на предварительном следствии.
Адвентистов-реформаторов обвиняли в том, что они «прикрываясь религиозными убеждениями, выступают против службы в Советской Армии и защиты родины с оружием в руках, чем подрывают военную мощь государства, и, отказываясь работать по субботам — подрывают экономическую мощь». Многие были осуждены на длительные сроки заключения, некоторые были расстреляны. Некоторых верующих удавалось запугать и заставить подчиниться незаконным требованиям власти, а затем их делали доносчиками на других. Для этого также использовали членов АСД, посылая их посетить собрания АСДРД и доложить, после этого следовали аресты.
Первыми были арестованы проповедники: Оствальд Г., Манжура П., Унрау Г., Янцен и другие служители; всех перечислить невозможно. Все они были осуждены на длительные сроки заключения, а многие умерли мученической смертью из-за скудного питания и жестокого обращения. С началом войны в 1941 г. четыре молодых брата из села Бочковцы, Черновицкой обл. — Р. Пасечник, Ф. Пирог, К. Молдован, и М. Буга были призваны в армию. Желая остаться верными Закону Божьему, они отказались брать в руки оружие и убивать, за что, по свидетельству одного очевидца, их закрыли в старом вагоне и сожгли. Таких историй можно привести немало.
Репрессии коснулись не только отдельных членов, но и целых общин Реформационного Движения. Так, все до одного 18 членов армавирской общины были арестованы, добрая половина которых были старыми людьми. Их обвинили в антисоветской деятельности и осудили каждого на 25 лет заключения. Многие из них скончались в лагерях. Среди осужденных армавирской общины был служитель Цветков О. В., его мать и сестра. Цветков О. В. мужественно отстаивал святость Закона Божьего, за что имел четыре судимости, отсидев в суровых лагерных условиях 16 лет. Страдали даже дети, которых по решению судов отнимали у родителей и увозили в интернаты, а самих родителей лишали родительских прав. Молодежь не могла получать образования в высших учебных заведениях, потому что для этого надо было признать идеологию, что Бога нет и вступить в комсомол.

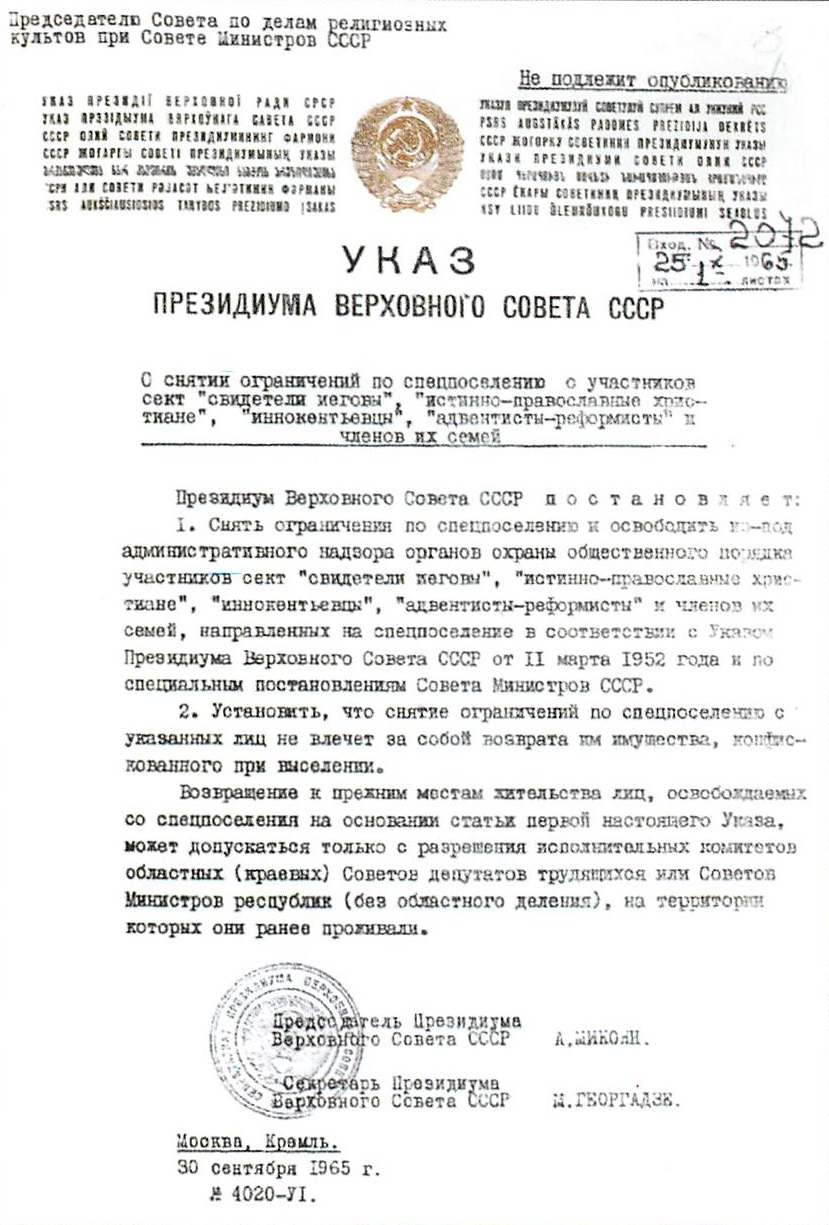
Указ Президиума ВС СССР о снятии ограничений по спецпоселению с участников сект, 30 сентября 1965 года

В 1952 году министр государственной безопасности С. Д. Игнатьев согласился с предложением секретаря ЦК КП(б) Молдавии Л. И. Брежнева о дополнительной высылке социально-опасных элементов и направил в ЦК КПСС письмо с предложением сослать из Бельского округа Молдавской ССР семьи субботствующих: "а также [сослать] 400 семей иннокентьевцев, архангелистов, субботствующих, пятидесятников, адвентистов-реформистов общим числом 1100 человек".
Только в 1965 году в соответствии с Указом Президиума Верховного Совета СССР от 30 сентября 1965 г. № 4020-1У были сняты ограничения по спецпоселению и освобождены из-под административного надзора органов охраны общественного порядка участники «сект „свидетели Иеговы“, „истинно-православные христиане“, „иннокентьевцы“, „адвентисты-реформисты“ и члены их семей».
Сменивший Оствальда на посту председателя П. И. Манжура погиб в лагере в 1949 году. Его преемником стал Владимир Андреевич Шелков, который перешел из АСД в АСДРД в 1934 году. Его арестовывали несколько раз. В 1945 году Шелков был приговорен к расстрелу и провел 55 дней в камере смертников, после чего расстрел был заменен 10 годами лагеря. Шелков провел в заключении и в ссылке в общей сложности 26 лет и скончался в 1980 году в исправительно-трудовой колонии около Якутска. Между арестами он находился на нелегальном положении. Будучи служителем церкви АСД Реформационного Движения, он практически вышел из нее и создал свое общество под новым именем — ВСАСД.

## Современное состояние
Современная организация адвентистов-реформаторов называется "Адвентисты Седьмого Дня Реформационного Движения".
Вероучение и богослужебная практика у адвентистов-реформаторов и адвентистов седьмого дня практически тождественны. Вместе с тем, адвентисты-реформаторы считают, что организация ортодоксальных адвентистов седьмого дня отступила от IV и VI заповедей Десятисловия, строго запрещающих работать по субботам и брать в руки оружие.
Численность адвентистов-реформистов (вместе с детьми) — 48 тыс. человек. Они развернули активную деятельность, по крайней мере, в 62 странах мира.
Другие ветви адвентизма не так многочисленны. Но все они также могут использовать материалы и символику ортодоксальных адвентистов.